# Каялар
Каяла́р, Хаяла́р (крим. Qayalar) — гора в Сімферопольському районі АРК, за 2 км від Сімферополя, належить до Кримських гір.
З кримськотатарської мови назва перекладається як «Багато вершин», qaya — скеля, вершина, lar — суфікс множини.
Південна частина хребта Беш-Тепе (крим. Beş Töpe, «П'ять пагорбів»).

## Загальні дані
Висота вершини 510 метрів над рівнем моря. Довжина плоскогір'я із північного заходу на південний схід — 1.5 кілометра, ширина з північного сходу на південний захід — 1 кілометр. Загальна площа плоскогір'я становить близько 1500 квадратних метрів.
У радянські часи на горі розташувалася військова частина та зенітно-ракетний комплекс, від яких залишився ряд будівель та земляних валів.
У двохтисячні на місці військової частини з'явилося стихійне звалище, на якому можна знайти надгробки, що імовірно привезли зі старого цвинтаря Сімферополя.

## Геологія

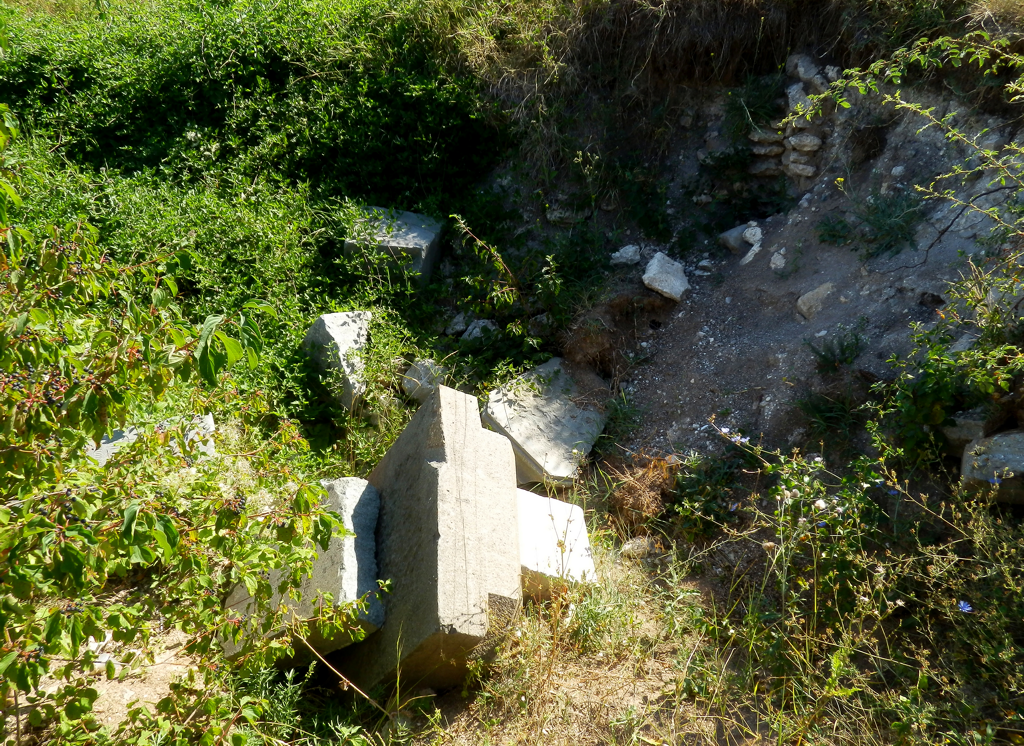
Юдейські надгробки в лісі на плоскогір'ї

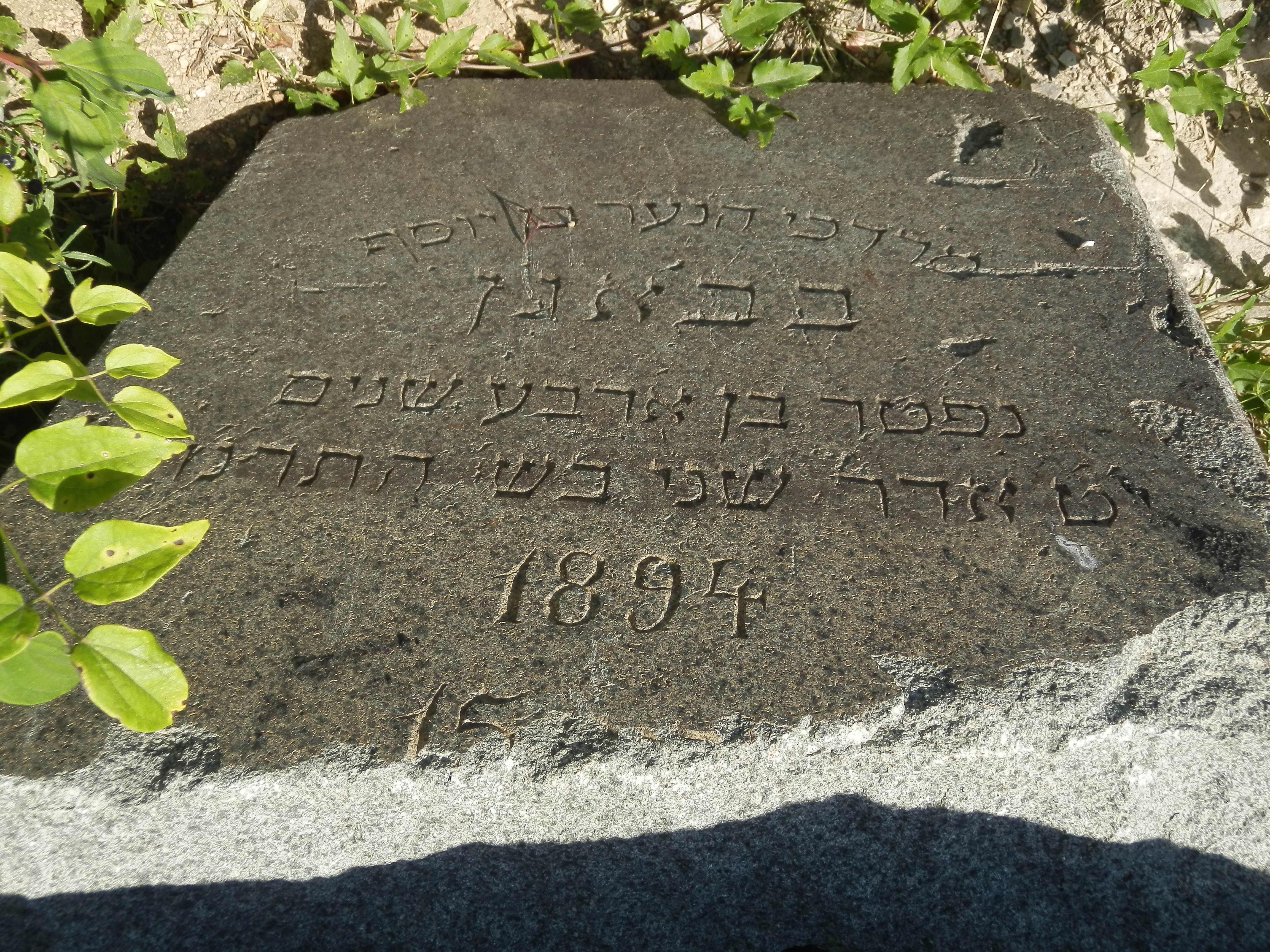
Епітафія надгробка

Особливість К'аялар: велика скеля розламана процесами вивітрювання на кілька дрібніших, що й зумовило її назву.
Масив є класичним карстовим рельєфом, має кілька печер, найдовша — Тількі-Коба (крим. tilki — лисиця, qoba — печера), печера з двома входами.

## Флора і фауна
На вершині та половині площі гори фігурує мішаний ліс, а схили гори вкриті гаями сосни кримської. Серед тварин, зустрічаються їжаки, кам'яні куниці, вивірки, сірі зайці, дрібні гризуни, кажани та інші види ссавців. У лісі серед птахів — сови, дятли, горлиці, синиці, сойки, горобці, дрозди та інші види птахів. З плазунів тут водяться гадюки, полози, ящірки, у тому числі й безнога — жовтопузик. На скелях гори гніздяться кібчики.

## Скелелазіння
Скелі Каялар добре відомі скелелазам під назвою «скелі біля села Фонтани (Ягмурча)».
Тут прокладено кілька маршрутів, як для початківців, так і досвідчених спортсменів.
У 2010 році на горі проходив скелелазний фестиваль Fontany-2010, на якому було представлено близько 30 нових скельних маршрутів.